# Supergegant groga

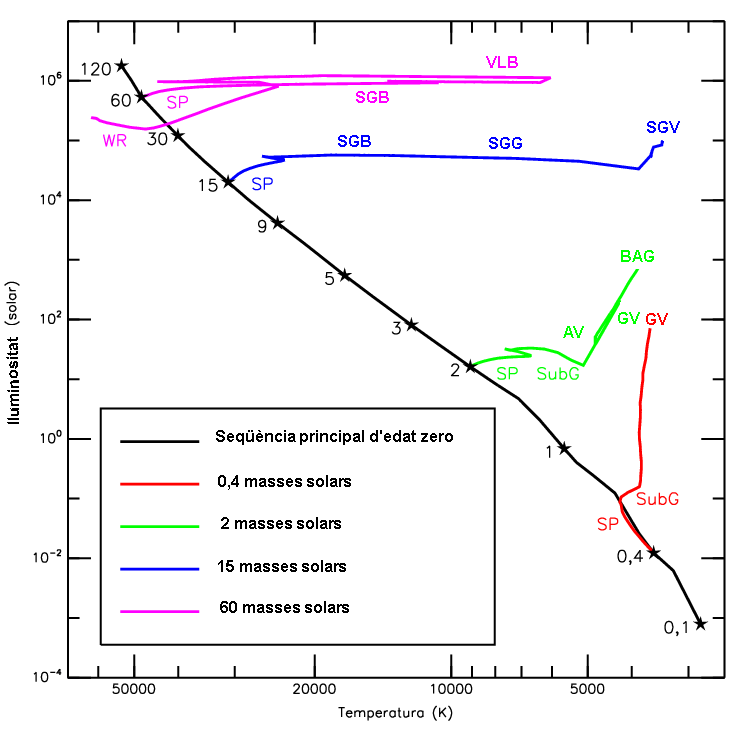
Evolució d'estrelles de diferents masses representades en el diagrama de Hertzsprung-Russell. La fase de supergegant groga apareix marcada com SGG per al cas de la traça evolutiva de l'estrella de 15 masses solars

La fase de supergegant groga és una fase intermèdia entre la de supergegant blava i la de supergegant vermella que travessen les estrelles de massa elevada (més de 9-10 masses solars i menys de 30-70 masses solars; el límit superior depèn fortament de la metal·licitat i, en menor mesura, de la velocitat de rotació de l'estrella). Aquesta fase és de molt curta durada, per la qual cosa es coneixen molt poques estrelles en aquesta categoria. En aquesta, les estrelles s'inflen a gran velocitat com a conseqüència dels canvis que s'estan donant en el seu nucli després d'haver sortit de la seqüència principal. Així, una estrella passa de tenir un radi de diverses desenes de milions de km al principi d'aquesta fase a transformar-se en una supergegant vermella de diverses unitats astronòmiques de grandària.
Un excel·lent exemple d'estrella supergegant groga és Wezen, l'estrella delta de la constel·lació del Ca Major.